# لي هودجز
لي هودجز (بالإنجليزية: Lee Hodges)‏ (4 سبتمبر 1973 في المملكة المتحدة - ) هو مدرب كرة قدم ولاعب كرة قدم بريطاني في مركز الوسط. لعب مع توتنهام هوتسبير ونادي بارنت ونادي بليموث أرجايل ونادي توركي يونايتد ونادي ريدنغ وTruro City F.C. ‏ وويكمب وندررز.

## وصلات خارجية
- لي هودجز على موقع قاعدة بيانات كرة القدم.إي يو (الإنجليزية)
- لي هودجز على موقع Soccerbase.com (لاعب) (الإنجليزية)
- لي هودجز على موقع Soccerway.com (الإنجليزية)
- لي هودجز على موقع عالم كرة القدم.نت (الإنجليزية)